# Draga, Škofja Loka
Draga je naselje v Občini Škofja Loka.